# Paola Silvana Domínguez
Paola Silvana Domínguez (29 de abril de 1972) es una docente, militante política y activista del medio ambiente argentina que pertenece al Partido Justicialista. Fue concejal del partido de Ayacucho desde el 10 de diciembre de 2015 hasta el 10 de diciembre del año 2019.

## Biografía
Paola es docente egresada del Instituto Superior de Formación Docente N° 81 de Ayacucho y directora de la Escuela N° 7 "General San Martín" de su ciudad. En las elecciones municipales de la provincia de Buenos Aires de 2015, Domínguez ocupó el segundo lugar —detrás de Cristian Burgos— en la lista de candidatos a concejales de Ayacucho por el Frente Para la Victoria, obteniendo su banca con el 34,64%. Previamente, en las elecciones primarias, su lista había resultado ganadora con el 62,08%, obteniendo el Frente Para la Victoria el 47,44% de los votos, resultando así la alianza más votada en las elecciones primarias de dicho año. Además de esta actividad, Domínguez es presidente de la fundación "La Salud de los Niños" y miembro de la agrupación ambientalista Conciencia Ambiental.

### Denuncias mediáticas en contra del gobierno de Macri y Vidal
Caso del Hogar de Abrigo
Entre sus intervenciones como edil, se encuentra la denuncia realizada en el año 2017 por violación de los derechos del niño en un hogar de abrigo de la ciudad. Según la misma, el edificio se encontraba en estado deplorable además de contar con alimentos vencidos. Los empleados del hogar habrían tenido la orden de alimentar a los menores con dichos alimentos, directivas que habrían emanado desde las más altas autoridades del gobierno provincial de María Eugenia Vidal. Como consecuencia de dicha denuncia, el defensor del pueblo de la provincia de Buenos Aires, Walter Martello, comenzó a trabajar en una investigación de oficio, presentando un pedido de informe para el organismo de Niñez y Adolescencia a cargo del hogar de Ayacucho. A partir de la denuncia, el Intendente Pablo Zubiaurre presentó documentación en la Defensoría del Pueblo aduciendo que la licitación de las obras a realizarse en el hogar tenía fecha el 10 de abril de 2017, días previos a la denuncia de la concejal, aunque según empleados de la institución, “recién hace dos días (por el 25 de abril) comenzaron las obras”.
Defensa a Cristina Kirchner y Roberto Baradel
Domínguez fue una de las firmantes —junto con otros concejales del Frente Para la Victoria— de la denuncia pública por presuntas vulneraciones a la democracia llevadas a cabo por el gobierno de Mauricio Macri. La misma se centró en que la coalición oficialista Cambiemos violó sendos derechos lo cual se habría visto reflejado, entre otros aspectos, en una persecución en contra de la expresidenta Cristina Fernández de Kirchner y su familia, las amenazas de muerte que habría recibido Roberto Baradel en el marco de las negociaciones paritarias —consideradas insuficientes por el partido opositor— así como la supuesta indiferencia de la gobernadora María Eugenia Vidal en cuanto a la problemática de la violencia de género.

### Derrota en las PASO municipales del año 2019
Domínguez se presentó como precandidata a intendente de Ayacucho en las elecciones de agosto del año 2019 por el Frente de Todos. En dicha elección, Paola Domínguez obtuvo solamente el 7,70% de los votos, quedando en tercer lugar dentro de la interna del frente, de la que resultó ganador Cristian Burgos, con 23,86% y, en la que quedó en segundo lugar Juan Córdova con 9,22% del total de los sufragios. Dichos precandidatos obtuvieron en conjunto menos votos que el oficialista Emilio Cordonnier, de Juntos Por el Cambio, quien logró cosechar cerca del 50% de los votos.